# Xi Xi
Pour les articles homonymes, voir Xi (homonymie).
Xi Xi (en chinois : 西西 ; pinyin : Xī Xī), née Zhang Yan à Shanghai le 7 octobre 1937 et morte le 18 décembre 2022 à Hong Kong, est une écrivaine chinoise de Hong Kong.

## Biographie
Zhang Yan est née en 1938 à Shanghai de parents d'origine cantonaise. Sa famille s'installe à Hong Kong en 1950. Elle devient par la suite institutrice, avant de se consacrer à temps plein à l'écriture à partir de l'âge de trente-neuf ans. Connue à Hong Kong durant les années 1960 et 1970, son œuvre trouve une audience plus large lorsque le United Daily News (en) publie à Taiwan Une fille comme moi en 1983.
Son nom de plume 西西 (西 signifie « ouest ») est choisi pour sa signification graphique, puisqu'il est censé représenter une fille jouant à un jeu similaire à celui de la marelle, la duplication du caractère évoquant le mouvement.

## Œuvre
Xi Xi a été cinéaste durant les années 1960, et a aussi été critique de films et a écrit des scénarios. Nombre de ses œuvres littéraires utilisent des procédés évoquant les arts visuels (peinture ou cinéma). Prodiges d'une ville flottante par exemple s'inspire des tableaux de Magritte, tout en étant un portrait de Hong Kong. À l'instar du tableau de Magritte Le château des Pyrénées, la Hong Kong des années précédant la rétrocession à la république populaire de Chine est perçue comme une ville flottant entre ciel et terre.

## Liste des œuvres
- Wo cheng, Hong Kong, Suye, 1979.
- Shaolu, Hong Kong, Suye, 1982.
- Shi qing, Hong Kong, Suye, 1983.
- Xiang wo zheyang de yige nüzi (Une fille comme moi), Taipei, Hongfan, 1984.
- Huzi you lian, Taipei, Hongfan, 1986.
- Fucheng zhiyi (Prodiges d'une ville flottante), 1988.
- Meili dasha, Taipei, Hongfan, 1990.
- Hou niao, Taipei, Hongfan, 1991.
- Fei zhan, Taipei, Hongfan, 1996.

## Traductions
- (en) [PDF] « A Girl Like Me » et « Cross of Gallantry », trad. Rachel May, Zhu Zhiyu et Cecilia Tsim, Renditions, numéros 19-20, 1983, p. 105-121 [lire en ligne]
- (en) Begonia, trad. Hannah Cheung, Renditions, numéros 29-30, 1988, p. 114-117 [lire en ligne]
- Une fille comme moi, trad. Véronique Woillez, Éditions de l'Aube, 1997
- « Prodiges d'une ville flottante », dans L'Horloge et le Dragon. 12 auteurs et 14 nouvelles contemporaines de Hong Kong, trad. Annie Curien, Éditions Caractères, 2006, p. 239-260
- « Dis, ça se dit ? », « Près du cœur, loin des mots » et « Arrêt de nuages », trad. Coraline Jortay, Jentayu Hong Kong, hors-série numéro 5, Éditions Jentayu, 2022, p. 65-70.